# Calzadito

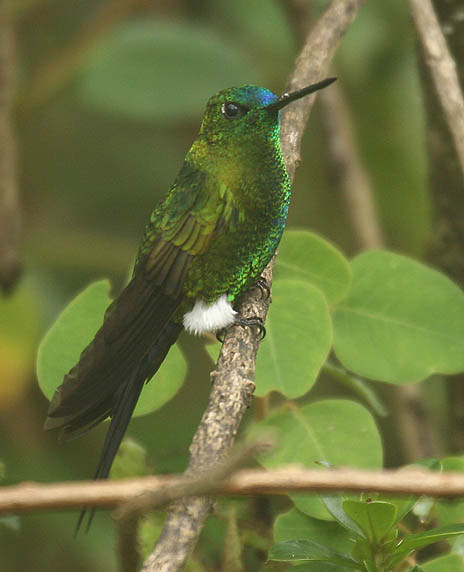
El calzadito colilargo (Eriocnemis luciani)

Calzaditos, zamarritos o calzoncitos, entre otros, son los nombres vernáculos de los colibríes de los géneros Eriocnemis (once especies) y Haplophaedia (tres especies). 

## Distribución
Se encuentran en las selvas húmedas, bosques y arbustos en altitudes de 1000 a 4800 m sobre el nivel del mar en los Andes de Argentina, Bolivia, Perú, Ecuador, Colombia y Venezuela. 

## Descripción
Los machos tienen un plumaje de colores verde, cobrizo o azul, y las hembras son generalmente un poco más opacas. La característica más llamativa de ambos sexos son sus densas patas blancas como la nieve que consisten en penachos de plumas que se asemejan a las bragas de lana. Una de las especies - el zamarrito muslinegro - se caracteriza por la pierna de color negro, y otro - el calzadito verdoso sureño - es ligeramente de matiz brillante en las patas. Otras características comunes de todas las especies son el pico recto y negro, y la cola es algo profunda y bifurcada. Los miembros del género Haplophaedia son generalmente más opacos que los del género Eriocnemis.
Según las clasificaciones del Congreso Ornitológico Internacional (IOC) y Clements Checklist/eBird, el género agrupa a las siguientes especies con el respectivo nombre popular de acuerdo con la Sociedad Española de Ornitología (SEO):
| Imagen | Nombre científico                  | Autor                                           | Nombre común                | Estado de conservación | Distribución |
| ------ | ---------------------------------- | ----------------------------------------------- | --------------------------- | ---------------------- | ------------ |
|        | Eriocnemis nigrivestis             | (Bourcier & Mulsant), 1852                      | calzadito pechinegro        | EN                     |              |
|        | Eriocnemis isabellae               | Cortés-Diago, Ortega, Mazariegos & Weller, 2007 | calzadito del Pinche        | CR                     |              |
|        | Eriocnemis vestita                 | (Lesson), 1839                                  | calzadito reluciente        | LC                     |              |
|        | Eriocnemis derbyi                  | (Delattre & Bourcier), 1846                     | calzadito patinegro         | LC                     |              |
|        | Eriocnemis godini                  | (Bourcier), 1851                                | calzadito turquesa          | CR                     |              |
|        | Eriocnemis cupreoventris           | (Fraser), 1840                                  | calzadito cobrizo           | LC                     |              |
|        | Eriocnemis luciani                 | (Bourcier), 1847                                | calzadito colilargo norteño | LC                     |              |
|        | Eriocnemis (luciani) sapphiropygia | Taczanowski, 1874                               | calzadito colilargo sureño  | LC                     |              |
|        | Eriocnemis mosquera                | (Delattre & Bourcier), 1846                     | calzadito de Mosquera       | LC                     |              |
|        | Eriocnemis glaucopoides            | (d'Orbigny & Lafresnaye), 1838                  | calzadito frentiazul        | LC                     |              |
|        | Eriocnemis mirabilis               | Meyer de Schauensee, 1967                       | calzadito admirable         | EN                     |              |
|        | Eriocnemis aline                   | (Bourcier), 1843                                | calzadito pechiblanco       | LC                     |              |

Según las clasificaciones del Congreso Ornitológico Internacional (IOC) y Clements Checklist/eBird, el género agrupa a las siguientes especies con el respectivo nombre popular de acuerdo con la Sociedad Española de Ornitología (SEO):
| Imagen | Nombre científico      | Autor                      | Nombre común              | Estado de conservación | Distribución |
| ------ | ---------------------- | -------------------------- | ------------------------- | ---------------------- | ------------ |
|        | Haplophaedia aureliae  | (Bourcier & Mulsant), 1846 | calzadito verdoso norteño | LC                     |              |
|        | Haplophaedia assimilis | (Elliot), 1876             | calzadito verdoso sureño  | LC                     |              |
|        | Haplophaedia lugens    | (Gould), 1851              | calzadito canoso          | NT                     |              |